# Inspector Koo
Inspector Koo (구경이?, Koo Kyung-yiLR) è un drama coreano trasmesso dalla JTBC dal 30 ottobre al 5 dicembre 2021; i diritti per la distribuzione internazionale sono stati acquisiti da Netflix.

## Trama
Le vicende della quarantenne Koo Kyung-yi, brillante investigatore assicurativo, si intrecciano con quelle della misteriosa studentessa Song Yi-kyung, con la quale intreccia un pericoloso "gioco a due": Kyung-yi ritiene infatti che la giovane sia una pericolosa assassina seriale, Kei, la cui abilità sta nel compiere delitti facendoli passare per incidenti.